# Tram van Duisburg
De tram van Duisburg vormt samen met de Stadtbahn-lijn U79 de ruggengraat van het openbaar vervoer in en om de Duitse stad Duisburg. Het normaalsporige net met een lengte van 44 kilometer wordt door de Duisburger Verkehrsgesellschaft (DVG) geëxploiteerd. 

## Geschiedenis

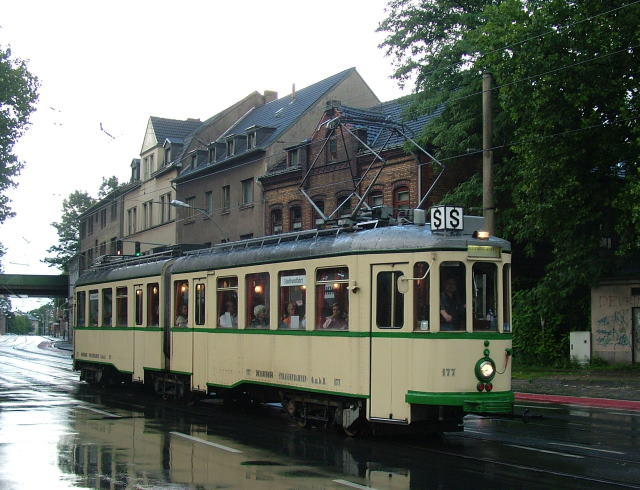
Gelede "Harkortwagen", museumwagen uit 1926, in 2005

De eerste elektrische trams reden al in 1897 en waren metersporig. Na gemeentelijke herindeling kwamen ook de tramlijnen van de geannexeerde gemeente er bij. In 1940 werden er 7 stadslijnen geëxploiteerd  (lijn 1-3, 3E, 5, 6, 8 en 9) en interlokale lijn (D).  In de naoorlogse periode werden de belangrijkste lijnen omgespoord naar normaalspoor en de resterende metersporige lijnen opgeheven of vervangen door bussen. Vanaf 1969 werd een deel van het tramnetwerk omgebouwd tot Stadtbahn. Sinds het jaar 2000 zijn geen tunnels meer geopend.

## Netwerk
Het totale netwerk bestaat (in 2023) uit drie tramlijnen: de 901 en 903 plus evenementenlijn 902. Lijn 901 en 903 zijn vrij lange lijnen en kennen een interlokale uitloper naar Mülheim en Dinslaken waarbij binnen Duisburg een tussendienst rijdt en met een hogere frequentie wordt gereden. Sinds 1996 rijdt lijn 901 in het centrum van Mülheim ondergronds naar het station. Een geplande koppeling met lijn U18 naar Essen ging niet door. Daarnaast komt de Stadtbahlijn U79 uit Düsseldorf tot voorbij het centrum van Duisburg tot Meiderich Bahnhof.

## Materieel

### Inzet GT10NC-DU
Omdat bij de ondergrondse stations werd gekozen voor middenperrons was het wagenpark dat grotendeels bestond uit relatief moderne  gelede duwag éénrichtingtrams onbruikbaar en moesten worden verkocht. Daarom werden nieuwe tweerichting wagens aangeschaft.     

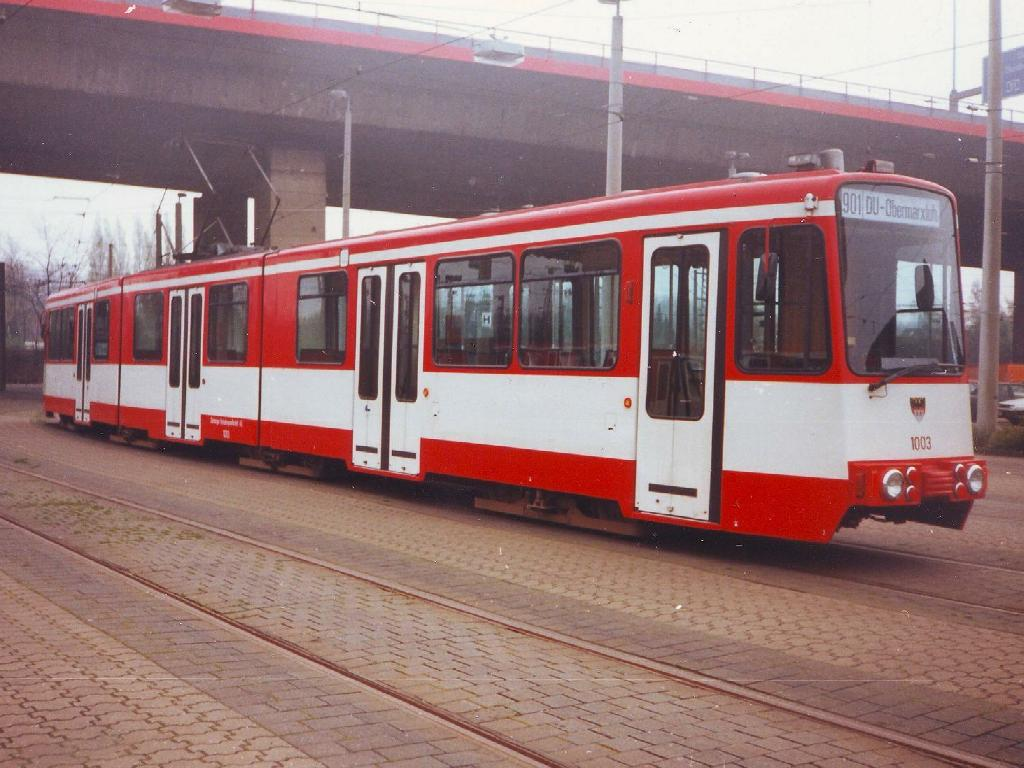
wagen 1003 bij remise Grunewald in 1992, van 1999-2002 reed deze wagen als 997 in Amsterdam

GT10 NC-DU: Van 1986 tot 1993 werden bij Düwag 46 gelede trams van het type GT10NC-DU aangeschaft. Aangezien er tien buiten dienst zijn gegaan (1002, 1008, 1009, 1014, 1015, 1016, 1017, 1035, 1038 en 1039) zijn er nog 36 van in dienst (2023). In 1996 zijn deze driedelige trams met een lagevloerdeel verlengd tot vierdelige trams. Tussen 1999 en 2002 waren de 1001-1003 verhuurd aan het GVB Amsterdam en daar in omgekeerde volgorde 997-999 genummerd. Een optie op nog twee wagens ging niet door.   

### Inzet Flexity Classic
Flexity Classic: Sinds 2020 worden van Bombardier 47 lagevloertrams van het type Flexity Classic geleverd. Deze driedelige lagevloertrams van circa 34 meter zullen de ruim een meter kortere vierdelige wagens gaan vervangen. In 2023 zijn er tot nu toe slechts 11 van afgeleverd en er rijden slechts enkele in dienst op lijn 903.

### Voormalig
Düwag Großraumwagen
- Tussen 1952 en 1954 werden 4 motorwagens aangeschaft, 229-232. In 1961 en 1962 verbouwd tot gelede wagens 1231-1232 en 1229-1230. In 1970 werden 9 bijwagens aangeschaft 2278-2283 en 2259-2261 voor dienst als onbemande bijwagen achter een dubbelgelede wagen.

Düwag gelede tram

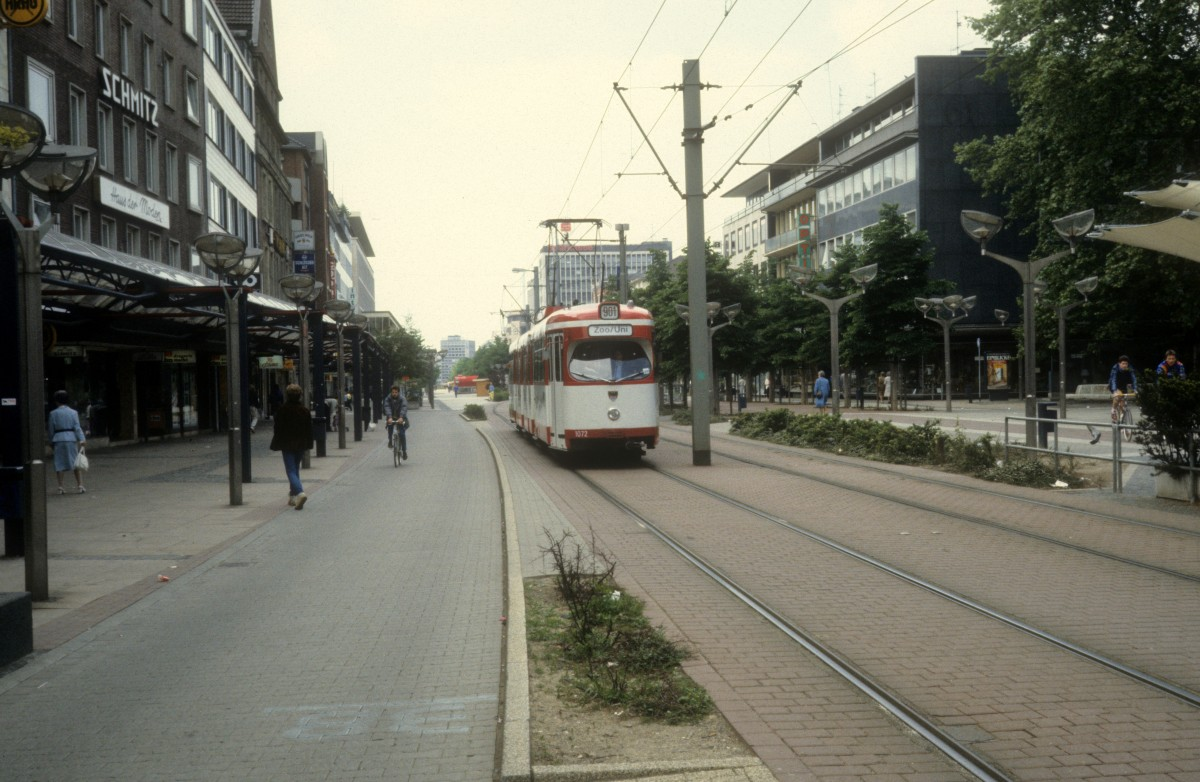
Dubbelgelede 1072 in 1987, hier rijdt de tram sinds 1992 ondergronds

- In de jaren 1957-1967 werden 44 enkelgelede wagens aangeschaft, 233-255 en 56-76. In 1966 vernummerd in 1233-1255 en 1056-1076 en tussen 1965 en 1968 verbouwd tot dubbelgelede. In 1992 bij het in gebruik nemen van de tunnel onder de binnenstad die middenperrons kreeg, waren de nog resterende wagens niet meer bruikbaar.

- In de jaren 1960-1962 werden voor de gezamenlijk met de Rheinbahn geëxploiteerde lijn D  vier dubbelgelede wagens aangeschaft met restauratieafdeling, 17-20 in 1966 vernummerd in 1017-1020. Na instroom nieuw materieel in 1973-1975 werd de restauratieafdeling verwijderd en de wagens op de andere lijnen ingezet.